# 19914 Klagenfurt
19914 Klagenfurt (1973 UK5) là một tiểu hành tinh vành đai chính được phát hiện ngày 27 tháng 10 năm 1973 bởi F. Borngen ở Tautenburg.